# Abedal Maleque Almuzafar
Abedal Maleque Almuzafar (em árabe: أبو مروان المظفر عبد الملك بن أبي عامر; romaniz.: ʿAbd al-Malik ibn Muḥammad ibn Abi ʿAmir al-Muẓaffar; Córdova, 975 – Córdova, 20 de outubro de 1008), também conhecido pelo nome castelhanizado Abdelmélic el Muzáffar ou simplesmente Almuzafar, foi o filho predileto e sucessor de Almançor como hájibe do califa omíada Hixame II. A sua mãe era uma das várias esposas do pai, a influente Aldalfa (al-Dalfāʾ), "a Chata". Quando o pai morreu, em 1002, sucedeu-lhe como hájibe, comandante do exército, valido do Califado de Córdova, e governante supremo de facto do Estado, com Hixame como mera figura simbólica.
O período em que esteve à frente da política cordovesa caracterizou-se pela continuidade dos métodos iniciados pelo pai: atenções formais ao califa, boas relações com os jurisconsultos, manutenção dos vários estados clientes do califado e duma corte literária, além de contínuas campanhas militares apelidadas de jiade para justificar o seu domínio da política estatal. Porém, faltava-lhe o brilho intelectual de Almançor. Valoroso em combate e piedoso, foi um governante popular e o Estado gozou de estabilidade durante os seus sete anos de governo, terminados abrutamente pela sua morte prematura, apesar de ter havido vários sinais premonitórios da futura crise que acabaria com o califado. Nos seus últimos anos foi alvo vários atentados e conjuras.

## Primeiros anos
Abedal Maleque nasceu em 975 e apesar de ser seis anos mais novo do que Abedalá, o primogénito de Almançor, Abedal Maleque tornou-se o filho predileto do pai, entre outras razões, por mostrar desde cedo grandes habilidades militares, à semelhança do seu meio-irmão Abderramão Sanchuelo.
O favoritismo demonstrado a Abedal Maleque pelo pai terá sido uma das causas para Abedalá participar numa conspiração contra Almançor em 988/989, juntamente com o caide de Toledo, Abedalá ibne Abedalazize Almaruani, conhecido como "Abedalá Pedra Seca", e o caíde de Saragoça, o seu parente tujíbida Abderramão ibne ALmutarrife. A conjura foi apoiada por numerosos notáveis cordoveses, militares que se opunham às reformas do ditador, funcionários do governo e pelas tropas de Saragoça. Os conjurados planearam matar Almançor e os seus colaboradores mais próximos e tomar o poder, que seria repartido entre Almutarrife, que ficaria a comandara os exércitos das fronteiras setentrionais, e Abedalá, que ficaria o o controlo da capital. Almançor começou por recusar-se a acreditar nos rumores sobre a conspiração do seu próprio filho, mas quando se confirmou que a conspiração existia, destitui Almaruani e Almutarrife. Para evitar confrontos com os tujíbidas nomeou um membro desse clã como novo caide de Saragoça em meados de 989.
Abedalá refugiou-se junto do conde de Castela Garcia Fernandes, mas este acabou por ver-se  obrigado a entregá-lo sob a promessa de que não seria morto, após a dura campanha de represálias lançada por Almançor. Este enviou uma pequena escolta para recolher o seu filho; de regresso à capital, em 8 de setembro de 990, quando o grupo cruzou o rio Douro, Abedalá foi decapitado; tinha apenas 23 anos. A cabeça foi enviada ao pai. O ditador aumentou a vigilância da guarda palaciana sobre a sua própria família e o favoritismo de que gozava Abedal Maleque aos olhos do seu pai aumentou.
Em 991 Abedal Maleque recebeu o título de hájibe, caide supremo dos exércitos e outros títulos honoríficos; o seu pai começava a preparar a sua sucessão, numa altura em que se intitulava saíde ("senhor") e almáleque alcarim (al-mālik al-karīm; "nobre rei"). Almançor chegou a ponderar proclamar-se califa, mas desistiu de fazê-lo por insistência dos seus jurisconsultos, considerando que era preferível que no trono continuasse formalmente um omíada, a dinastia legítima aos olhos do povo, apesar do poder de facto fosse dos amiridas (a dinastia de Abu Amir, o nome original de Almançor).
Dois anos mais tarde, o jovem começou a desempenhar cargos de significativa influência na corte cordovesa. Na crise de disputa pelo poder entre o pai e Subh, a influente mãe do califa Hixame II, ocorrida na primavera de 996, encarregou-se da transladação do tesouro califal para a Medina Alzahira, a cidade palaciana amirida, devido a Almançor estar doente. Esta operação tinha como objetivo privar de fundos a mãe do califa, impedindo-a de financiar rebeliões contra o ditador. A wahša (rutura) entre Almançor e Subh, aliados durante muitos anos, deveu-se ao receio desta última que o seu filho perdesse o trono. Almançor tinha sido o principal apoiante da manutenção de Hixame no trono, chegando a haver rumores de que era amante de Subh, mas o poder adquirido pelo hájibe era visto como uma ameaça cada vez maior para o califa.
Em 997, o califado ainda estava mergulhado na crise devida ao enfrentamento entre Almançor e Subh e o Magrebe estava sublevado contra o primeiro. Pouco depois, em 997 ou 998, Abedal Maleque participou num grande desfile em que ele foi à frente do seu pai e do califa, que cavalgaram juntos no centro do cortejo, no qual também esteve presente a vencida Subh. Esse ato solene foi uma hábil manobra idealizada para passar a imagem de reconciliação após a wahša, restabelecer o poder do hájibe em nome do califa e legitimar Abedal Maleque como sucessor do seu pai. No mesmo ano, Abedal participou com o seu pai e o seu meio-irmão na grande campanha contra Santiago de Compostela.
Em agosto de 998 foi para o Magrebe à frente das tropas enviadas para as operações militares contra Ziri ibne Atia, o emir de Fez que se tinha rebelado. Abedal juntou-se no comando dessas operações a Wadih, o governador da Marca Média [es], que já tinha infligido uma pesada derrota a ibne Atia em julho. Após o líder rebelde ter sido derrotado em meados de outubro, Abedal Maleque entrou triunfalmente em Fez e o seu pai outorgou-lhe temporariamente o governo da parte do Magrebe sob soberania cordovesa. Porém, na primavera de 999 Almançor chamou-o de volta à Península e o governo dos territórios norte-africanos passou para Wadih. Pouco depois o pai premiou-o com o título Ceife Adaulá (Sayf al-Dawla; "Espada da Dinastia"); o seu meio-irmão Sanchuelo recebeu o título Nácer Adaulá (Nāṣir al-Dawla; "Defensor da Dinastia"). Em 2000, Abedal destacou-se na difícil vitória do seu pai na Batalha de Cervera [es].
O estado de saúde de Almançor, já doente há vários anos, agravou-se durante aquela que foi a sua última campanha militar, em 1002, contra o Reino de Pamplona. Devido ao estado do ditador, a campanha foi terminada prematuramente e quando estavam em Medinaceli, Almançor, já moribundo, ordenou ao filho que fosse para a capital o mais rapidamente possível para assegurar a sucessão na posse dos seus cargos quando morresse, o que aconteceu poucos dias depois, em 9 de agosto. Abedal chegou à capital em finais de julho e conseguiu que o califa Hixame lhe desse o cargo de hájibe desempenhado pelo seu pai. Seguidamente mandou para o exílio os seus opositores, que revelaram ser incapazes de se opor à sua tomada do poder em Ceuta.

## Atuação como hájibe
Abedal Maleque, que contava com a experiência adquirida ao lado do seu pai nos últimos anos deste, deu continuidade à política de Almançor. As aceifas (campanhas militares) contra os cristãos foram intensificadas; tendo levado a cabo oito, que acompanhou ostensivamente. Manteve a superioridade militar em relação aos estados cristãos do norte, debilitados por lutas internas, mas embora fosse militarmente mais ambicioso do que o seu pai, revelou-se pior estratega. Foi principalmente um soldado, tanto por formação como por vocação, que era mais feliz entre os seus oficiais (principalmente cristãos e berberes) do que na corte.

### Problemas internos
Devido à sua inclinação para o ócio, Abedal deixou o exercício do poder nas mãos dos seus favoritos, que tinham sido próximos do seu pai, que em duas ocasiões puseram em perigo a sua posição. Os secretários adquiriram um grande poder e puseram em causa o do hájibe. Em 1004 foi alvo duma conjura fracassada, que incluía o seu assassinato e a substituição pelo seu jovem filho Maomé; os cabecilhas da conspiração — o fatá-mor Tarafa e o poeta Abedal Maleque Aliaziri — foram executados. Em dezembro de 1006 o vizir mais poderoso, Issa ibne Salde Aliaçubi (também conhecido como ibne Alcata, ibn al-Qaṭṭāʿ) tentou eliminá-lo, com o apoio de importantes famílias árabes da capital, para colocar no trono outro omíada, Hixame ibne Abde Aliabar, que tal como Hixame II, era neto do califa Abderramão III (r. 912–961). O plano era que o novo califa nomeasse o vizir como hájibe, mas a conspiração fracassou e o vizir foi morto por esbirros de Abedal Maleque na sua presença a 4 de dezembro; três dias mais tarde o pretendente ao trono foi preso e acabou por morrer na prisão. Após essa tentativa falhada de golpe de estado, Almuzafar voltou a tomar diretamente nas suas mãos as rédeas do governo, como o seu pai sempre tinha feito.

### Atuação no Magrebe
No noroeste de África nomeou pessoas da região para os postos mais importantes, que até então tinham sido ocupados por andalusinos. Manteve boas relações com os zenetas magrauas e aparentemente aumentou os contingentes destes e de sanhajas na Península Ibérica. A um deles, Almuiz ibne Ziri, filho de Ziri ibne Atia, adversário de Almançor, Abedal entregou o governo das praças-fortes magrebinas fiéis aos omíadas, à exceção de Sijilmassa, que foi entregue a outros vassalos do califado.

### Campanhas militares contra os estados cristãos
| Aceifas de Almuzafar | Aceifas de Almuzafar   |
| Ano                  | Local                  |
| -------------------- | ---------------------- |
| 1002–1003            | Leão e Coimbra         |
| 1003                 | Catalunha              |
| 1004                 | Castela                |
| 1005                 | Zamora                 |
| 1006                 | Ribagorça e Sobrarbe   |
| 1007                 | Clúnia                 |
| 1007                 | San Martín de Rubiales |
| 1008                 | Castela                |

Na sequência da morte de Almançor, os estados cristãos ibéricos renunciaram aos compromissos que tinham assumido o hájibe cordovês, o que obrigou Almuzafar a atuar rapidamente para restabelecer a supremacia cordovesa. Logo após o seu pai morrer, Abedal Maleque, desejoso de poder atacar o Reino de Leão antes da primavera de 1003 para acabar com as esperanças dos cristãos de se livrarem do jugo cordovês, tentou ganhar o favor das suas tropas fornecendo 5 000 adargas e igual número de elmos e almofares às tropas couraçadas, fabricados pelos juzzān al-asliḥa ("armeiros do estado"); entre os mercenários africanos  distribuiu 15 000 dinares de ouro, que foram repartidos segundo os seus postos.
Para demonstrar a sua força, poucos meses depois da morte de Almançor, no inverno de 1002–1003, levou a cabo uma aceifa com duas linhas de penetração no reino leonês — uma das colunas avançou para a cidade de Leão e outra para Coimbra. O avanço desta última destinava-se a ameaçar a Galiza e acabar com as veleidades do tutor do rei Afonso V (então com oito anos), o conde portucalense Mendo Gonçalves. Esta campanha levou os leoneses a entabular negociações que conduziram a acordar tréguas para o ano seguinte. Para o acordo ter sido alcançado contribuiu muito o facto da dureza do inverno ter imposto o fim dos combates. O acordo entre as duas partes deve também ter incluído o regresso da princesa leonesa Teresa, viúva de Almançor, ao seu reino de origem, onde morreu no Mosteiro de São Pelágio de Oviedo em 1039.
Posteriormente dirigiu a sua atenção para a Catalunha. O conde de Barcelona Raimundo Borel, que tinha acordado uma trégua com Almançor, tinha-a denunciado depois da morte daquele. Em fevereiro de 1003 os catalães atacaram Lérida sem sucesso e foram derrotados na Batalha de Albesa, a norte de Lérida, no dia 25 de fevereiro. O bispo de Elne morreu na batalha e os cordoveses capturaram Armengol, conde de Urgel e irmão de Raimundo Borel.
Almuzafar preparou meticulosamente a campanha contra os catalães. Convocou as suas hostes, constituídas por tropas regulares e voluntários (mutawwia) do al-Andalus e do Magrebe, que se reuniram em Toledo, de onde saíram em 14 de junho de 1003 pela porta Bab al-Fatah ("Porta da Vitória") em direção a Medinaceli. Nesta cidade juntaram-se-lhe tropas castelhanas, leonesas e galegas. No âmbito dos acordos que tinham sido alcançados na sua campanha anterior, o novo hájibe de Córdova tinha exigido aos leoneses castelhanos que enviassem um contingente para ajudar a expedição, o que foi cumprido como sinal de submissão. Era a primeira vez desde 981 que os castelhanos colaboravam com os mouros. A última vez que isso tinha ocorrido foi na  Batalha de Torrevicente [es], na qual os castelhanos combateram ao lado de Galibe contra Almançor.
As tropas reunidas seguiram depois para Saragoça onde estiveram muito pouco tempo antes de partirem para conquistar os castelo de Àger, Roda (no atual munícipio de Isábena), Monmagastre, Meyá e Castellolí. As forças penetraram em território de Urgel e depois viraram para sudeste para arrasar a planície barcelonesa. Abedal Maleque regressou a Córdova passando por Lérida em 5 de setembro. O conde Raimundo Borel, que tinha quebrado o acordo de paz firmado com Almançor poucos anos antes, depois da campanha pediu a paz e enviou embaixadas para negociar a devolução dos cativos, cujo número ascendia a mais de 5 570. As negociações culminaram num acordo de paz e vassalagem, concluído em 30 de outubro, no qual as condições impostas por Almuzafar foram mais severas do que as que tinham sido concedidas pelo seu pai.
Durante o ano de 1004, Almuzafar mediou a querela entre os condes Mendo Gonçalves da Galiza e Sancho Garcia de Castela e de Álava sobre a regência do reino leonês durante a menoridade de Afonso V — por ser tio do jovem Afonso, pois a mãe deste era a sua irmã Elvira Garcia, Sancho aspirava arrebatar a regência. Almuzafar enviou o juiz dos moçárabes de Córdova para arbitrar a disputa, o qual decidiu a favor do conde galego, o que originou um conflito entre os andalusinos e os castelhanos, que levou a que fosse lançada uma incursão dos primeiros nos territórios governados por Sancho. Esta campanha obrigou o conde castelhano a ir pessoalmente solicitar a renovação da aliança com o califado e a oferecer-se para participar nas futuras aceifas em Leão ou em Carrión.
Desejoso de manter a sua hegemonia sobre os cristãos do norte e empurrar a fronteira até ao Douro, o ditador cordovês atacou inesperadamente Zamora em julho de 1005, com cinco mil cavaleiros liderados por Wadih, o liberto sacaliba que era comandante das tropas fronteiriças e caide de Medinaceli. A cidade, que ainda estava muito arruinada devido à aceifa de 981, foi completamente destruída e mais de duas mil pessoas foram capturadas e vendidas como escravas em Córdova. No entanto, o conde Sancho continuava a não dar mostras de submissão, pois não contribuiu para a campanha, a qual envolveu a rutura da paz com Leão. As forças cordovesas, acompanhadas por tropas castelhanas, chegaram ao distante Castelo de Luna antes de retirarem.
Durante o verão de 1006, o hájibe virou  sua atenção para Aragão, um território do rei Sancho Garcês III de Pamplona. A expedição partiu de Saragoça e após passar por Huesca e Barbastro dirigiu-se, não para a capital pamplonesa, mas para os condados de Ribagorça e de Sobrarbe. Porém, Abedal Maleque foi derrotado nesta campanha, o que juntamente com o seu mau governo, lhe trouxe má fama entre a população, o que o levou a desfazer-se de alguns dos seus conselheiros.
No verão seguinte derrotou uma coligação de castelhanos, leoneses e navarros em Clúnia, cuja fortaleza tomou. Foi após esta vitória que tomou o título de Almufazar (al-Muẓaffar; ("o triunfador"), à semelhança do que o seu pai tinha feito depois de vencer o adversário Galibe em 981. Nessa altura tinha começado a concentrar esforços na guerra que travava contra o conde Sancho, mas essa vitória não foi suficiente para evitar que no outono de 1007 estalasse uma rebelião de castelhanos na região do Douro, centrada num castelo chamada "São Martinho" (San Martín, possivelmente San Martín de Rubiales). Após um breve assédio, em dezembro os rebeldes negociaram com Abderramão Sanchuelo, o meio-irmão de Abedal Maleque, a rendição da fortaleza em troca das suas vidas; o hájibe fingiu aceitar, mas quando as portas foram abertas separou os homens das mulheres e crianças, mandando matar os primeiros e entregar os segundo aos soldados para serem vendidos como escravos.
Durante o seu breve governo, Almuzafar realizou oito aceifas contra territórios cristãos, as quais se somaram às 52 ou 56 levadas a cabo pelo seu pai desde 977. Ao contrário de muitas das aceifas de Almançor, as de Almuzafar foram sobretudo operações de represália contra cristãos que pretendiam livrar-se do jugo cordovês. Para sustentar a sua política de realização de duas aceifas anuais, em média, o seu pai tinha contratado pelo menos 3 000 cavaleiros berberes magrebinos e 2 000 infantes negros subsarianos. De notar que desde os tempos do emirado (756–929) que as aceifas não eram expedições de conquista, pois raramente envolviam o controlo dos territórios onde eram realizadas, mas sim assegurar os territórios já controlados e parar a expansão dos inimigos, o que poderá estar na origem do seu relativo fracasso, pois cada vez que obtinham uma vitória, os cristãos expandiam as suas fronteiras para sul.
O que as tropas cordovesas faziam era saquear povoações para que esses núcleos de repovoamento não pudessem ser usados como base para novas campanhas inimigas. Queimavam colheitas para dificultar a preparação militar dos cristãos, arruinando a sua economia, desmantelavam fortalezas — por vezes erigidas apressadamente — para deixar as zonas vulneráveis a aceifas futuras, e faziam prisioneiros ou obrigavam o inimigo a pagar tributos, para obter ganhos económicos. Para enfrentar os ataques mouros — as chamadas es — os cristãos desenvolveram táticas de guerrilha, o que não os impedia de travar batalhas campais quando as circunstâncias os favoreciam. Para compensarem a sua usual inferioridade numérica triravam partido do seu melhor conhecimento do terreno, atacando pequenos grupos — especialmente forrageadores — ou aproveitando descuidos, como o distanciamento excessivo entre flancos, da vanguarda ou da retaguarda do grosso das tropas. Para combater esses ataques, os comandantes muçulmanos davam muita importância à manutenção da ordem durante as marchas em território inimigo. Os exércitos dos reis cristãos não eram mais do que a soma das tropas dos aristocratas que eram convocados, o que significava que em períodos de revoltas internas os efetivos reunidos eram menores. Cada uma das grandes linhagens nobres, como os Banu Ansúrez (condes de Monzón) e os Banu Gómez (condes de Saldanha), conseguiam reunir centenas de combatentes e se a autoridade real fosse unanimemente respeitada, o que era pouco frequente durante o século XI, os exércitos reunidos pelos reis podiam ter alguns milhares de soldados, mas em épocas de convulsão interna os reis dificilmente contavam com mais do que 1 500 combatentes.

## Morte
A última aceifa de Abedal Maleque, novamente contra o conde castelhano Sancho Garcia, foi realizada em 1008 e foi registada nas fontes muçulmanas com gazat al-illa ("campanha da doença"). Saiu de Córdova em maio e chegou a Saragoça a 3 de junho, com a intenção de saquear terras castelhanas. As crónicas islâmicas relatam que Abedal adoeceu gravemente quando estava a caminho de Medinaceli, o que o teria impedido de realizar operações militares, mas estudiosos modernos acreditam que esses relatos dissimulam um possível revés militar. De qualquer forma, é certo que Abedal teve que se retirar para Saragoça, onde recebeu cuidadso médicos. Foi ordenado ao exército que voltasse para a capital, onde chegou no início de setembro. Melhorou "milagrosamente" e começou a pensar em retomar a aceifa, o que não chegou a acontecer porque adoeceu de novo repentinamente, para mais uma vez recuperar rapidamente. Depois disto, Almuzafar só estava preocupado em acabar vitoriosamente a guerra com Castela, que já durava há três anos. Partiu de Córdova a 19 de setembro, quando começava novamente a ter dores corporais, o que o fez regressar. Uma vez recuperado, começou a preparar uma campanha para atacar de surpresa os castelhanos no inverno.
Morreu a 20 de outubro de 1008, perto do Convento de Armilate, não muito longe de Córdova, quando tinha 33 anos. Após a sua morte, houve rumores de que tinha sido assassinado pelo principal beneficiário do seu desaparecimento, o seu irmão mais novo e sucessor Abderramão ibne Sanchul (ʿAbd al-Raḥmān ibn Sanchul), conhecido como Sanchuelo, que acompanhou o cadáver até à Medina Alzahira, a cidade-palácio construída por Almançor, onde foi enterrado. A mãe de Almuzafar instigou várias conspirações contra Sanchuelo e foi tratada respeitosamente quando a plebe cordovesa, incitada pelos inimigos do novo hájibe, assaltou e destruiu a Medina Alzahira, a 15 de fevereiro de 1009.